# Christian Kretschmann
Christian Kretschmann (* 13. März 1993 in Mönchengladbach) ist ein deutscher Eishockeyspieler, der seit Juli 2025 beim EHC Freiburg aus der DEL2 unter Vertrag steht und dort auf der Position des Centers spielt. Zuvor war Kretschmann unter anderem für die Krefeld Pinguine, Augsburger Panther und Düsseldorfer EG in der Deutschen Eishockey Liga (DEL) aktiv.

## Karriere
Christian Kretschmann begann seine Karriere als Eishockeyspieler in der Nachwuchsabteilung des Krefelder EV 1981, für den er unter anderem von 2006 bis 2008 in der Schüler-Bundesliga aktiv war. Anschließend trat er vier Jahre lang für dessen Juniorenmannschaft in der Deutschen Nachwuchsliga an. In der Saison 2010/11 lief er zudem erstmals im Seniorenbereich für den Neusser EV in der drittklassigen Eishockey-Oberliga auf. Zur Saison 2011/12 gab der Center sein Debüt für die Profimannschaft der Krefeld Pinguine in der Deutschen Eishockey Liga (DEL). Parallel kam er in der Spielzeiten 2011/12 bis 2013/14 für den als zweite Mannschaft des Krefelder EV fungierenden EHC Krefeld Niederrhein, EHC Dortmund und die Füchse Duisburg in der drittklassigen Oberliga zu Einsätzen. In der Saison 2012/13 wurde der Rechtsschütze Stammspieler bei den Krefeld Pinguinen in der DEL.
Nach über elf Jahren im Verein verließ Kretschmann den KEV im Frühjahr 2017 und wurde von den Augsburger Panthern aus der DEL unter Vertrag genommen. Zur Saison 2018/19 wechselte Kretschmann zum Ligarivalen Düsseldorfer EG zurück ins Rheinland. Im Juli 2019 wurde er von den Dresdner Eislöwen aus der DEL2 verpflichtet, ehe er sich Ende Oktober 2019 innerhalb der DEL2 den Löwen Frankfurt anschloss, nachdem er sich in Dresden nicht durchsetzen konnte.
Kretschmann stand bis zum Ende der Saison 2020/21 bei den Löwen unter Vertrag. Anschließend wechselte er erneut innerhalb der DEL2 den Klub und schloss sich den Bayreuth Tigers an. Nach zwei Jahren in Bayreuth kehrte Kretschmann im Sommer 2023 zu seinem Stammverein nach Krefeld zurück, für den er ebenfalls zwei Jahre aktiv war. Zur Saison 2025/26 wagte der Stürmer den Wechsel zum EHC Freiburg.

### International
Für Deutschland nahm Kretschmann an der U18-Junioren-Weltmeisterschaft 2011 und U20-Junioren-Weltmeisterschaft 2013 teil.

## Karrierestatistik
Stand: Ende der Saison 2024/25

### International
Vertrat Deutschland bei:
- U18-Junioren-Weltmeisterschaft 2011
- U20-Junioren-Weltmeisterschaft 2013

(Legende zur Spielerstatistik: Sp oder GP = absolvierte Spiele; T oder G = erzielte Tore; V oder A = erzielte Assists; Pkt oder Pts = erzielte Scorerpunkte; SM oder PIM = erhaltene Strafminuten; +/− = Plus/Minus-Bilanz; PP = erzielte Überzahltore; SH = erzielte Unterzahltore; GW = erzielte Siegtore; 1 Play-downs/Relegation; Kursiv: Statistik nicht vollständig)